# Milan Indoor 1993
Il Milan Indoor 1993 è stato un torneo di tennis giocato sul sintetico indoor. È stata la 16ª edizione del Milan Indoor, che fa parte della categoria Championship Series nell'ambito dell'ATP Tour 1993.
Si è giocato a Milano, Italia, dall'8 al 14 febbraio 1993.

## Campioni

### Singolare
Boris Becker ha battuto in finale  Sergi Bruguera con il punteggio di 6–3, 6–3

### Doppio
Mark Kratzmann /  Wally Masur hanno battuto in finale  Tom Nijssen /  Cyril Suk con il punteggio di 4–6, 6–3, 6–4